# Trichocentrum teres
Trichocentrum teres là một loài thực vật có hoa trong họ Lan. Loài này được (Ames & C.Schweinf.) M.W.Chase & N.H.Williams mô tả khoa học đầu tiên năm 2001.